# Marko Ylönen
Marko Henrik Ylönen, född 11 juni 1966 i Rantasalmi, är en finländsk cellist.
Ylönen har studerat för bland andra Csaba Szilvay och Erkki Rautio i Helsingfors och för Heinrich Schiff i Basel. Hans tävlingsframgångar omfattar bland annat andra pris i den nordiska cellotävlingen 1990 i Åbo och sjätte pris i Tjajkovskijtävlingen i Moskva samma år. 1996 segrade han i Concert Artists Guild-tävlingen i New York.
Han har verkat som solocellist i Esbo stadsorkester och Radions symfoniorkester. Åren 1995–2001 tillhörde han Nya Helsingforskvartetten, och har konserterat i Europa, USA, Japan med flera länder; särskilt har han därvid framfört ny inhemsk musik. Han uruppförde 2003 Jouni Kaipainens cellokonsert.
Sedan 2000 är Ylönen verksam som lektor i kammarmusik vid Sibelius-Akademin. Sommaren 2004 var han konstnärlig ledare för Musikfestspelen i Korsholm.